# Areka (Etiopia)
Areka – miasto w Etiopii, w regionie Narodów, Narodowości i Ludów Południa. Według danych szacunkowych na rok 2015 liczy 60 000 mieszkańców.